# Martin Dunkelmann
Martin Dunkelmann (* 1984 in Berlin) ist ein deutscher Moderator und Politikwissenschaftler.

## Leben
Dunkelmanns Vater ist Kurdirektor im Ruhestand und seine Mutter Klavierlehrerin. Seine Schwester Anni Dunkelmann ist die Wettermoderatorin der Abendschau des rbb Fernsehens und Moderatorin beim VOX-Format „Automobil“. Er hat an der Freien Universität Berlin ein Diplom in Politikwissenschaften erlangt. Seit 2008 ist er als TV-Autor und Produzent aktiv. Er arbeitete bereits für Welt (früher: N24) als Regisseur. Seit 2015 ist er bei Galileo, einer Sendung des Privatsenders ProSieben, als Reporter tätig.
Dunkelmann lebt und arbeitet in Berlin-Mitte.